# Ḫuša
Ḫuša, Ḫušani, Ḫušalḫi, KURḫu-ša-né, ḫu-ša-ú-e, ḫu-šá-a-al-ḫi (durchgehend mit KUR geschrieben) war ein Stadtstaat im Norden Urartus, der nur aus urartäischen Inschriften belegt ist. Sie stammen von Argišti I. und Sarduri II.  Die Namensform Ḫušalḫi ist nach Diakonov von einem theoretischen Völkernamen *ḫušale abzuleiten.

## Inschriften
Folgende Inschriften erwähnen Ḫuša:

### 173, Horhor-Inschrift
Die Inschrift von Argišti, Sohn des Menua  befindet sich auf der Westseite des Burgfelsens von Van (Horhor). Ein Duplikat stammt aus der Kirche Surb Saak in Van (Nr. 174).
Der Anfang der Inschrift fehlt. Sie berichtet aus seinem zweiten Regierungsjahr. Nachdem er die Götter Ḫaldi, Teišeba, Šiwini, die mächtigen Götter angerufen hat, zieht Argišti erneut aus. Es ist also mindestens sein zweiter Feldzug in diesem Jahr.

„Im selben Jahr sammelte ich die Krieger und zog nach mDiaeuḫe.“

 Argišti machte sich zum Herrscher von Diaueḫe, besiegt das Land Šeriazi, verbrannte die Städte und zerstörte die Festungen. Danach zog er bis zur Stadt Put, dem Land Biani, benachbart, dem Land Ḫumaiši und zog zurück (?) von da in das Land Tariuni. Er begab sich in das Land Sabaha, besiegte dessen Bewohner und zog nach Uzinabitarna, zu den Höhen von Sirimutara und der (?) Stadt Makaltuni der Grenzländer. Er drang in das Land der Stämme von Eriaḫi ein. Dann begab er sich nach Abuni, eroberte die Stadt Ureiunu, die Königsstadt von Abuni.
Auf diesem Feldzug erbeutete Argišti 19255 Jünglinge, 10140 lebende Krieger, 23280 Frauen, insgesamt 52675 Menschen. Manche tötete er, manche ließ er am Leben. Außerdem erbeutete er 1104 Pferde, 35015 Häupter Hornvieh und 101829 Häupter Kleinvieh. Diese Heldentaten konnte er durch die Gnade Ḫaldis in einem Jahr vollbringen.
Aus der Inschrift lässt sich schließen, dass Ḫuša zwischen Diaueḫe und Tariuni lag.

### 174
Duplikat der Horhor-Inschrift aus der Kirche Slurb Saak in Van. Argišti berichtet, wie er sich in das Land Bia(ni) und das Land Ḫuša(ni) begab. Er begab sich in das Land Ulluni (?), in die Stadt Zua(ni). Die Stadt Zua(ni), die Königsstadt der Völker von Diaueḫe zerstörte er und brachte in Zuani eine Inschrift an. Dann zog er in das Land Nabzia (?) im Land Ašqalaši, wo er 105 Festungen zerstörte und 453 Städte verbrannte. Von da aus riss er drei Länder hinweg, die Bevölkerung verleibte er seinem Lande ein: das Land Kada, das Land Ašqalaši, das Land der Stadt Šašilu. Er erbeutete 15181 Knaben, 2734 lebende Männer, 10604 Frauen, 4426 Pferde, 10478 Rinder und 73770 Kopf Kleinvieh.
Wiederum wird hier also die Nachbarschaft von Ḫuša zu Diaueḫe bestätigt. Ḫuša und Biani werden nicht geplündert, waren also entweder unterworfen oder verbündet.

### Hanak-Inschrift, 174C
Die beschädigte Fels-Inschrift von Hanak (Provinz Kars) in der Nähe des Çildir-Sees, nordöstlich von Ardahan wurde 1985 entdeckt und wird heute im Archäologischen Museum von Istanbul aufbewahrt.
Argišti berichtet, wie er das Land Tariu besiegte und auf seinem Weg weiterzog. Er begab sich in das Land Ḫuša, in das Land Biani und zog in das Land Ašqalaši ein. Nach dem Willen des großen Gottes Ḫaldi spricht Argišti:

„Der König von Diaeuḫe erschien vor mir im Gebiet der Stadt Aḫuruani. Das Heer (?) warf ich weg, ich zerstörte das Gebiet der Stadt Ka[...]uni. Ich erbeutete (?) hier: 72080 Rinder, 7000 + x Menschen. Die einen tötete ich, die anderen ließ ich am Leben. Sechs Festungen zerstörte ich, 50 Städte verbrannte ich.“

Die wichtigste Information der Hanak-Inschrift ist ihre Lage selber, da sie eine urartäische Präsenz im Gebiet des Çıldır-Sees bestätigt. Die Inschrift ist keine der zusammenfassenden res gestae, wie sie in Tušpa oder den großen Festungen angebracht wurden, um die Regierungszeit eines Königs zu beschreiben, sondern wurde auf – oder wahrscheinlicher nach – einem erfolgreichen Feldzug in den eroberten Gebieten angebracht. Leider wissen wir nicht, in welchem Territorium Hanak lag: möglich wären Tariu und Diauehe.

### 241 C
Inschrift von Sarduri II. auf der Stirnseite der Stele aus Surb Poros in Van. Der Anfang der Inschrift fehlt. In der ersten lesbaren Zeile berichtet Sarduri über seinen Feldzug nach Qulḫa:

„Sarduri spricht: ich hatte mich nach KUR Qulḫa begeben. [Nach dem Willen] Ḫaldis des Großen. Ich nahm gefangen (?) Hahani, den König des Landes Ḫušalḫi, sein Volk verschleppte ich von da und brachte sie in mein Land.“

## Lage
Danach lag Ḫuša in der Nähe von Qulḫa, das von vielen Autoren wegen der Namensähnlichkeit mit Kolchis identifiziert wird, von Biani, Tariuni, Zuani und von Diaueḫe.
Melikišvili will Ḫuša nördlich von Diaueḫe und südwestlich des Çildir-Sees ansiedeln, Derjan westlich von Diaueḫe und nordwestlich von Armenien. Harutjunian will es unter Umständen mit Ḫaḫi gleichsetzen, das aus seiner Inschrift von Argišti I. bekannt ist (UKN 127), was Diakonov jedoch für zweifelhaft hält.
Harutjunian lokalisiert Ḫuša südwestlich von Qulḫa in der Nachbarschaft von Diaueḫe, vielleicht südwestlich davon. Tariuni will er mit dem alt-georgischen Darujnkh am oberen Araxes gleichsetzen, Zuani mit dem modernen Zivin zwischen Hasankale (heute Pasinler) und Sarıkamış.

## Könige
- Hahani